# Хвиля злочинності
«Хвиля злочинності» (англ. Crimewave) — американський комедійний фільм 1985 року режисера Сема Реймі.

## Сюжет
Вік Аякс працює звичайним техніком в магазині з продажу систем сигналізації та інших охоронних систем. Обвинуваченого у вчиненні кількох вбивств, його засуджують до страти. Знаходячись вже на електричному стільці, він просить знайти дівчину на ім'я Ненсі, адже тільки вона може підтвердити те, що всі ці вбивства — справа рук двох злочинців, Артура Коддіша і Фарона Краша.

## У ролях
| Актор              | Роль                 |
| ------------------ | -------------------- |
| Луїза Лессер       | Хелен Тренд          |
| Пол Л. Сміт        | Фарон Краш           |
| Брайон Джеймс      | Артур Коддіш         |
| Ширі Дж. Вілсон    | Ненсі                |
| Едвард Р. Прессман | Ернест Тренд         |
| Брюс Кемпбелл      | Ренальдо «Мерзотник» |
| Рід Бірні          | Вік Аякс             |
| Річард Брайт       | офіцер Бреннан       |
| Антоніо Фаргас     | сліпий               |
| Хамід Дена         | Дональд Одігард      |
| Джон Харді         | містер Йарман        |
| Еміль Сітка        | полковник Роджерс    |
| Гел Янблад         | Джек Елрой           |
| Шон Фарлі          | Джек Елрой молодший  |
| Річард ДеМенінкор  | офіцер Гарві         |
| Керрі Холл         | Дешеве Блюдо         |
| Вайлі Харкер       | Губернатор           |
| Джуліус Гарріс     | засуджений           |
| Ральф Дрішелл      | кат                  |

| Актор              | Роль                   |
| ------------------ | ---------------------- |
| Роберт Саймондс    | конвоїр                |
| Патрік Стек        | конвоїр                |
| Філіп А. Гілліс    | священик               |
| Бріджіт Хоффман    | черниця                |
| Энн Марі Гілліс    | черниця                |
| Френсіс МакДорманд | черниця                |
| Керол Врінн        | стара                  |
| Меттью Тейлор      | м'язистий              |
| Перрі Маллет       | досвідчений ветеран    |
| Чак Джайдіка       | метеоролог             |
| Джиммі Лоунс       | диктор                 |
| Джозеф Френч       | керівник оркестру      |
| Тед Реймі          | офіціант               |
| Денніс Чейтлін     | гладкий офіціант       |
| Ітан Коен          | репортер               |
| Джоел Коен         | репортер               |
| Джулі Гарріс       |                        |
| Ден Нельсон        | офіціант               |
| Роберт Таперт      | відвідувач бару Rialto |